# DNS поверх TLS
DNS поверх TLS, DNS over TLS (DoT) — пропонований стандартний протокол для виконання розв'язання віддаленої системи DNS з використанням TLS. Метою цього методу є підвищення конфіденційності та безпеки користувачів шляхом запобігання перехоплення та маніпулювання даними DNS за допомогою атак типу «Атака посередника».
DNS поверх TLS є предметом двох стандартів: IETF RFCs: RFC 7858 і RFC 8310. Починаючи з 2018 року Cloudflare і Quad9 надають експериментальні загальнодоступні служби DNS-роз'язувача через DNS поверх TLS.
В квітні 2018 року Google оголосила про використання DNS поверх TLS в Android P. DNSDist також оголосила про підтримку DNS поверх TLS у своїй останній версії 1.3.0. Користувач BIND можуть також надавати DNS поверх TLS, проксуючи його через stunnel. З 9 січня 2019 року Google запустила підтримку DNS-over-TLS [Архівовано 9 січня 2019 у Wayback Machine.] у сервісі Google Public DNS.

## DNS через TLS— загальнодоступні DNS-сервери
Реалізація сервера DNS поверх TLS вже доступна безкоштовно у деяких публічних постачальників DNS. Пропонуються чотири реалізації для виробничих послуг:
| Провайдер         | IP-адреси                                                             | Блокування           | Особливість                  |
| ----------------- | --------------------------------------------------------------------- | -------------------- | ---------------------------- |
| Cloudflare        | 1.1.1.1 1.0.0.1 2606:4700:4700::1111 2606:4700:4700::1001             | Ні                   | DNS поверх TLS на порті 853. |
| Google Public DNS | 8.8.8.8 8.8.4.4 2001:4860:4860::8888 2001:4860:4860::8844             | Ні                   | DNS поверх TLS на порті 853. |
| Quad9             | 9.9.9.9 149.112.112.112 2620:fe::fe 2620:fe::9                        | Небезпечні домени    | DNS поверх TLS на порті 853. |
| CleanBrowsing     | 185.228.168.168 185.228.169.168 2a0d:2a00:1:: 2a0d:2a00:2::           | Контент для дорослих | DNS поверх TLS на порті 853. |
| Adguard           | 176.103.130.130 176.103.130.131 2a00:5a60::ad1:0ff 2a00:5a60::ad2:0ff | Реклама              |                              |